# Campionat de Catalunya de natació - 4x50 metres estils
Els 4x50 metres estils fou una prova del Campionat de Catalunya de natació que es realitzà en categoria masculina durant la dècada de 1920. En categoria femenina només es diputà la prova del relleu per estils curt en una edició, l'any 1939, però en aquest cas en la modalitat de 3x50 metres estils. Era una prova per equips, on el nedadors de cada equip havien de completar un tram de 50 metres en els diversos estils de natació existents. L'equip A del Club Natació Barcelona fou el vencedor de totes les edicions disputades.
Posteriorment aquesta disciplina fou substituïda per la cursa dels 4x100 metres estils.

## Historial
Llegenda
| Prova disputada sobre una distància de 3x50 metres estils. |
| Prova disputada sobre una distància de 4x50 metres estils. |

| Edició                                              | Data               | Competició masculina                               | Competició masculina                               | Competició masculina                               | Competició femenina | Competició femenina              | Competició femenina | refs.              |
| Edició                                              | Data               | Campió                                             | Nedadors                                           | Temps                                              | Campió              | Nedadores                        | Temps               | refs.              |
| 4x50 metres estils                                  | 4x50 metres estils | 4x50 metres estils                                 | 4x50 metres estils                                 | 4x50 metres estils                                 | 4x50 metres estils  | 4x50 metres estils               | 4x50 metres estils  | 4x50 metres estils |
| --------------------------------------------------- | ------------------ | -------------------------------------------------- | -------------------------------------------------- | -------------------------------------------------- | ------------------- | -------------------------------- | ------------------- | ------------------ |
| VIII                                                | 1925               | CN Barcelona A                                     | J. Cruells, A. Tusell, R. Berdemàs, J.M. Pinillo   | 2:34.8                                             | no es disputà       | no es disputà                    | no es disputà       | [ 1 ] [ 2 ]        |
| IX                                                  | 1926               | CN Barcelona A                                     | R. Brull, J. Cruells, Fontanet , J.A. Farrés       | 2:29.2                                             | no es disputà       | no es disputà                    | no es disputà       | [ 1 ] [ 2 ]        |
| X                                                   | 1927               | CN Barcelona A                                     | R. Brull, Castro, A. Vila, S. Parés                | 2:25.2                                             | no es disputà       | no es disputà                    | no es disputà       | [ 1 ] [ 2 ]        |
| XI                                                  | 1928               | CN Barcelona A                                     | J. González, J. Francesch, Serra, J.M. Pinillo     | 2:28.0                                             | no es disputà       | no es disputà                    | no es disputà       | [ 1 ] [ 2 ]        |
| XII                                                 | 1929               | CN Barcelona A                                     | J. Gamper, J. Cruells, M. Basté, À. Sabata         | 2:31.4                                             | no es disputà       | no es disputà                    | no es disputà       | [ 1 ] [ 2 ]        |
| XIII                                                | 1930               | CN Barcelona A                                     | R. Brull, Lewi, Borrás, S. Parés                   | 2:25.3                                             | no es disputà       | no es disputà                    | no es disputà       | [ 1 ] [ 2 ]        |
| XIV                                                 | 1931               | a partir de 1931 es disputaren els 3x100 m. estils | a partir de 1931 es disputaren els 3x100 m. estils | a partir de 1931 es disputaren els 3x100 m. estils | no es disputà       | no es disputà                    | no es disputà       |                    |
| XV                                                  | 1932               | a partir de 1931 es disputaren els 3x100 m. estils | a partir de 1931 es disputaren els 3x100 m. estils | a partir de 1931 es disputaren els 3x100 m. estils | no es disputà       | no es disputà                    | no es disputà       |                    |
| XVI                                                 | 1933               | a partir de 1931 es disputaren els 3x100 m. estils | a partir de 1931 es disputaren els 3x100 m. estils | a partir de 1931 es disputaren els 3x100 m. estils | no es disputà       | no es disputà                    | no es disputà       |                    |
| XVII                                                | 1934               | a partir de 1931 es disputaren els 3x100 m. estils | a partir de 1931 es disputaren els 3x100 m. estils | a partir de 1931 es disputaren els 3x100 m. estils | no es disputà       | no es disputà                    | no es disputà       |                    |
| XVIII                                               | 1935               | a partir de 1931 es disputaren els 3x100 m. estils | a partir de 1931 es disputaren els 3x100 m. estils | a partir de 1931 es disputaren els 3x100 m. estils | no es disputà       | no es disputà                    | no es disputà       |                    |
| XIX                                                 | 1936               | a partir de 1931 es disputaren els 3x100 m. estils | a partir de 1931 es disputaren els 3x100 m. estils | a partir de 1931 es disputaren els 3x100 m. estils | no es disputà       | no es disputà                    | no es disputà       |                    |
| no es disputà entre 1937 i 1938 per la Guerra Civil |                    |                                                    |                                                    |                                                    |                     |                                  |                     |                    |
| 3x50 metres estils                                  |                    |                                                    |                                                    |                                                    |                     |                                  |                     |                    |
| XX                                                  | 1939               | es disputaren els 3x100 m. estils                  | es disputaren els 3x100 m. estils                  | es disputaren els 3x100 m. estils                  | CN Barcelona A      | M. Bernet, E. Soriano, N. Juandó | 2:10.5              | [ 1 ] [ 2 ]        |